# Rhagoletis completa
Rhagoletis completa – owad z rodziny nasionnicowatych (Trypetidae). Jest pochodzącym z Ameryki Północnej szkodnikiem orzechowatych, a rzadziej brzoskwiń.

## Morfologia
Dorosłe owady długości 8 do 10 mm, tak jak wszyscy przedstawiciele rodziny, mają na górnej części tułowia, półkolistą tarczkę zachodzącą na odwłok oraz skrzydła z przydymionym charakterystycznym zygzakowaniem. U tego gatunku wspomniana tarczka jest żółta, a odwłok jest białawy lub żółtawy w brązowe paski. Zygzakowanie na skrzydłach jest czarne. Ubarwienie jest formą mimikry batezjańskiej. Owad naśladuje przednią część ciała pająków z rodziny skakunów, np. Zygoballus sexpunctatus (żeby zobaczyć podobieństwo, należy patrzeć od strony głowy w kierunku odwłoka). Larwy osiągają długość 4 do 6 mm i są żółtawe z czarnymi narządami gębowymi.

### Rozwój

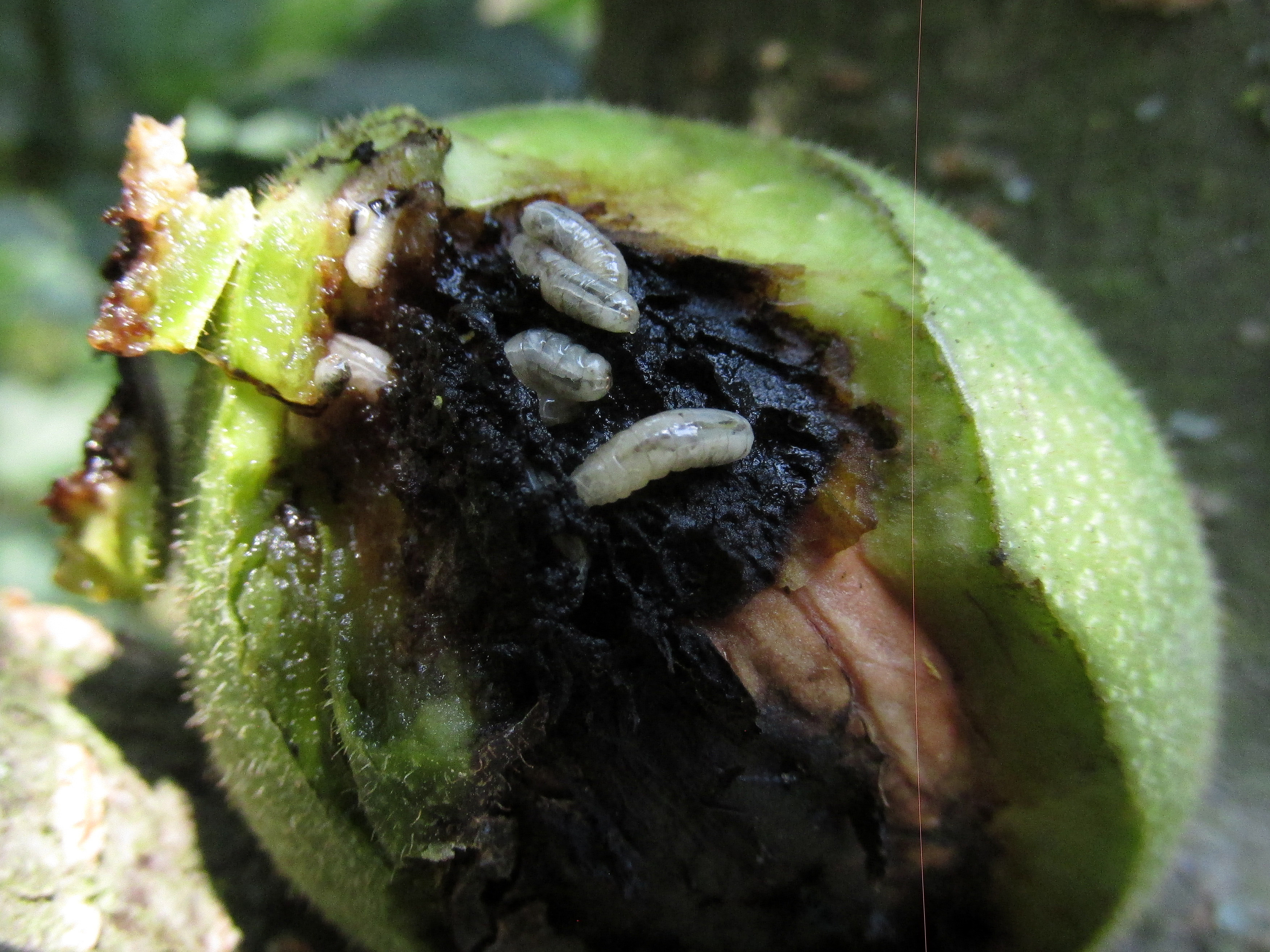
Larwy Rhagoletis completa w zaatakowanym orzechu

Larwy much rozwijają się w owocach różnych orzechowatych, w Północnej Ameryce m.in. na orzechu czarnym, orzechu kalifornijskim i Juglans hindsii. W Europie najczęściej atakują orzech włoski, a rzadziej także brzoskwinie.
Samice Rhagoletis completa składają do 400 jajeczek ogółem, a do 15 jajeczek na jednym orzechu wraz z feromonem, jako sygnałem dla innych samiczek, że jajeczka zostały złożone pod skórką niedojrzałego orzecha. Wylęgnięte po ok. pięciu dniach żółtawe larwy przez trzy do pięciu tygodni żywią się zewnętrzną, zieloną, mięsistą okrywą owocni orzecha. Po osiągnięciu pełnej dojrzałości, larwy opuszczają orzechy, spadają na ziemię i zakopują się w ziemi na głębokość kilku centymetrów, gdzie przepoczwarzają się i zimują. Większość postaci dorosłych wylęga się od czerwca do września następnego roku, ale część poczwarek pozostaje w ziemi jeszcze przez rok lub nawet dłużej.

## Szkodliwość

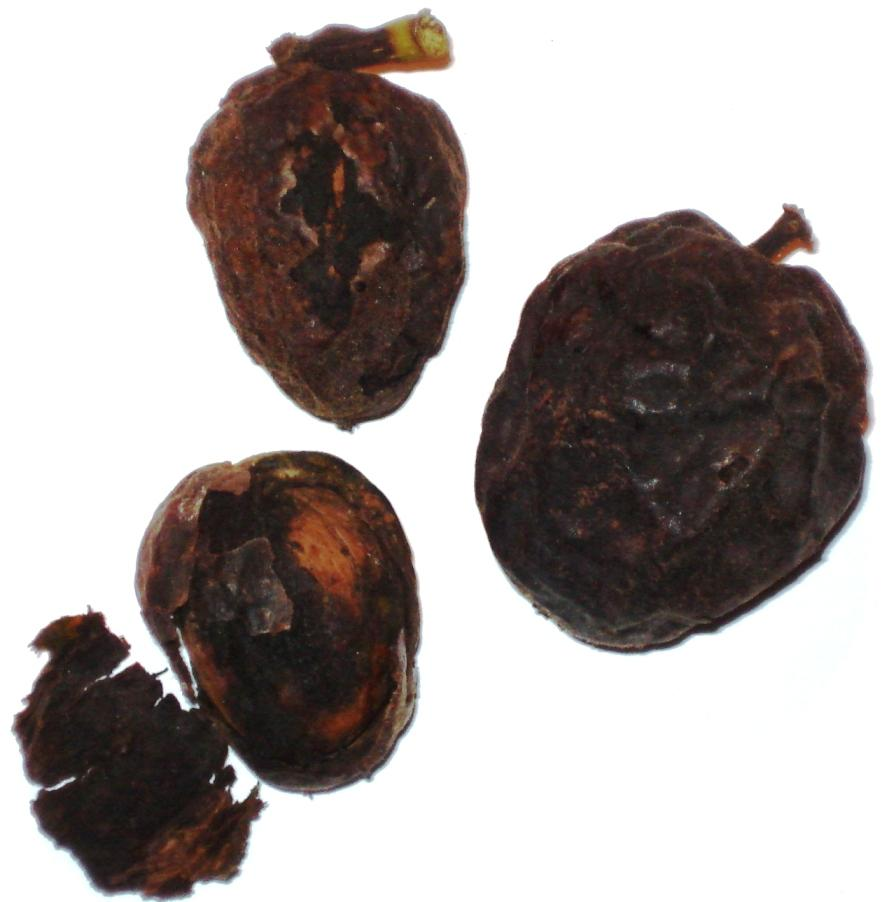
Skutki ataku Rhagoletis completa na owoc orzecha włoskiego – zabarwiona na czarno, wyschnięta okrywa, którą bardzo trudno usunąć, bądź jest to w ogóle niemożliwe

Zielona okrywa zaatakowanych orzechów zaczyna się psuć, jako efekt pożerania go przez larwy oraz dodatkowego ataku grzybów i bakterii, a następnie przebarwia się na kolor czarny. Jednocześnie jej konsystencja przestaje być miękka, a z czasem wysycha. Szkody bywają znaczne, nawet do 100% wydajności drzewa. Im później dojdzie do zarażenia, tym lepiej rozwija się orzech. Jednak uszkodzonej okrywy nie da się całkowicie usunąć i dlatego spożywanie takich orzechów nie jest atrakcyjne, a ponadto okres ich przechowywania jest ograniczony.

## Rozprzestrzenienie w Europie
Rhagoletis completa została przypadkowo introdukowana do Europy i po raz pierwszy stwierdzona w końcu lat 80. XX w. w Szwajcarii. Stąd rozprzestrzeniła się najpierw na południe (Włochy) i południowy wschód (Słowenia i Chorwacja). W 2004 r. stwierdzono pierwszy przypadek w Niemczech w okolicy Fryburga Bryzgowijskiego i stamtąd owad, rozprzestrzeniając się na północ wzdłuż Renu, dotarł do Hesji i okolic Kolonii. Pierwszy przypadek we Francji stwierdzono w 2007 r., a w Austrii w 2008. Jesienią 2016 r. udowodniono jego obecność w Berlinie. W Polsce pierwszy przypadek występowania stwierdzono w 2019 r. na terenie powiatu sulęcińskiego.

## Zwalczanie
Insektycydy nadające się do zwalczania szkodnika nie są do tej pory dozwolone w Europie. Zwalczanie jest trudne i pracochłonne. Najważniejszym sposobem jest niszczenie zarażonych orzechów, ale nie przez kompostowanie, ale przez wyrzucenie do śmieci zmieszanych lub spalenie. Innym sposobem jest pokrycie folią powierzchni pod zarażonym drzewem, po raz pierwszy wczesnym latem (od połowy czerwca), by przeciwdziałać wykluciu się dorosłych owadów lub przeszkodzić im w opuszczeniu miejsca wyklucia, jako że zimują pod ziemią jako poczwarki. Po raz drugi należy pokryć ziemię folią na przełomie lata i jesieni (od końca sierpnia do początku/połowy października), by larwy nie mogły przedostać się do ziemi w celu przepoczwarzenia lub przezimowania.
Skuteczne jest też zawieszanie taśm lepowych w okresie wyrajania się tych owadów (od początku lipca do sierpnia), bo może doprowadzić do zmniejszenia ich populacji, jednak przy tej metodzie ginie też wiele innych, również pożytecznych owadów. Ogólnie mówiąc, jest to tylko metoda redukcji populacji, ale nie jest wystarczająca.